# Blodsvept
A Blodsvept a Finntroll nevű finn folk metal zenekar eddigi legutolsó, jelenleg hatodik nagylemeze, mely Európában 2013. március 22-én, az Amerikai Egyesült Államokban pedig április 2-án jelent meg. A Blodsvept szó körülbelüli magyar jelentése "Vérbe burkolva".

## Számlista
Az összes dal szerzője a Finntroll. 
|     | Cím                  | Fordítás                 | Hossz |
| --- | -------------------- | ------------------------ | ----- |
| 1.  | Blodsvept            | Vérbe burkolva           | 4:29  |
| 2.  | Ett Folk Förbannat   | Az átkozott ember        | 3:23  |
| 3.  | När Jättar Marschera | Ha az óriások menetelnek | 4:07  |
| 4.  | Mordminnen           | Egy gyilkosság emlékei   | 3:24  |
| 5.  | Rösets Kung          | A kőhalom királya        | 3:15  |
| 6.  | Skövlarens Död       | Egy pazarló halála       | 3:44  |
| 7.  | Skogsdotter          | Az erdő lánya            | 4:53  |
| 8.  | Häxbrygd             | A boszorkány terve       | 3:52  |
| 9.  | Två Ormar            | Két kígyó                | 3:17  |
| 10. | Fanskapsfylld        | Bájolgással töltve       | 2:57  |
| 11. | Midvinterdraken      | Télközépsárkány          | 5:37  |

## Közreműködők
- Mathias "Vreth" Lillmåns – ének
- Samuli "Skrymer" Ponsimaa – gitár
- Mikael "Routa" Karlbom – gitár
- Sami "Tundra" Uusitalo – basszusgitár
- Samu "Beast Dominator" Ruotsalainen – dob
- Henri "Trollhorn" Sorvali – billentyű
- Aleksi "Virta" Virta – billentyű
- Jan "Katla" Jämsen – dalszöveg